# Sidi Ghiles
Sidi Ghiles là một đô thị thuộc tỉnh Tipaza, Algérie. Dân số thời điểm năm 2002 là 12.731 người.